# Wiking Tappi
Wiking Tappi – polski serial animowany dla dzieci emitowany w latach 2018-2019. Serial liczył 13 odcinków. Został zrealizowany na podstawie serii książek Marcina Mortki.

## Treść
Wiking Tappi mieszka w magicznym Szepczącym Lesie, który ciągnie się nad brzegami Lodowej Zatoki. Nie jest typowym wikingiem - groźnym wojownikiem, lecz dobrodusznym i życzliwym brodaczem, który każdemu śpieszy z pomocą.

## Główne role (dubbing)
- Piotr Fronczewski - Wiking Tappi
- Antoni Pawlicki - Reniferek Chichotek

## Lista odcinków[1]
1. Zamieszanie z zimowymi zapasami
2. Przeogromny kłopot
3. Magiczna kołyska
4. Opowieść gawędziarza
5. Awantura z wodnikami
6. Podstęp jarla Surkola
7. Czary wiedźmy Skrzypichy
8. Obrońcy wioski Dębinki
9. W obronie przed śnieżycą
10. Bitwa o Szepczący Las
11. Kiepski poranek olbrzyma Grzmocicha
12. Leśna pułapka
13. Talenty Tappiego

## Nagrody i wyróżnienia
- 2020: nagroda "Złoty Tobołek Koziołka Matołka" w konkursie "Teraz dzieci mają głos! Kategoria Przedszkolna" na Ogólnopolskim Festiwalu Polskiej Animacji O!PLA-I (za odcinek "Kiepski poranek olbrzyma Grzmocicha")